# Frederick Prytz
Anton Frederik Winter Jakheln Prytz (n. 14 februarie 1878, Christiania, Suedia-Norvegia – d. 19 februarie 1945) a fost un om de afaceri, ofițer și politician norvegian din partidul fascist Nasjonal Samling (NS). El a jucat un rol esențial în mișcarea NS de la înființarea acesteia în 1933; din 1 februarie 1942 până la moartea sa, a fost ministru în guvernul „național” NS al lui Quisling⁠(d) și șef al Ministerului de Finanțe⁠(d). Era un apropiat al lui Quisling și unul dintre cei mai importanți consilieri ai acestuia.

## Familie
Frederik Prytz a fost fiul preotului Frederik Prytz⁠(d) (1853–1937), din Oslo, și al soției sale Milda Dorothea Olsen din Nordland. Aurarul⁠(d), arhitectul și ministrul Torolf Prytz, a fost unchiul lui Frederik Prytz. Familia Prytz⁠(d) avea legături cu Nordland și provenea din mineri⁠(d) din Røros.

## Carieră profesională și activitatea politică

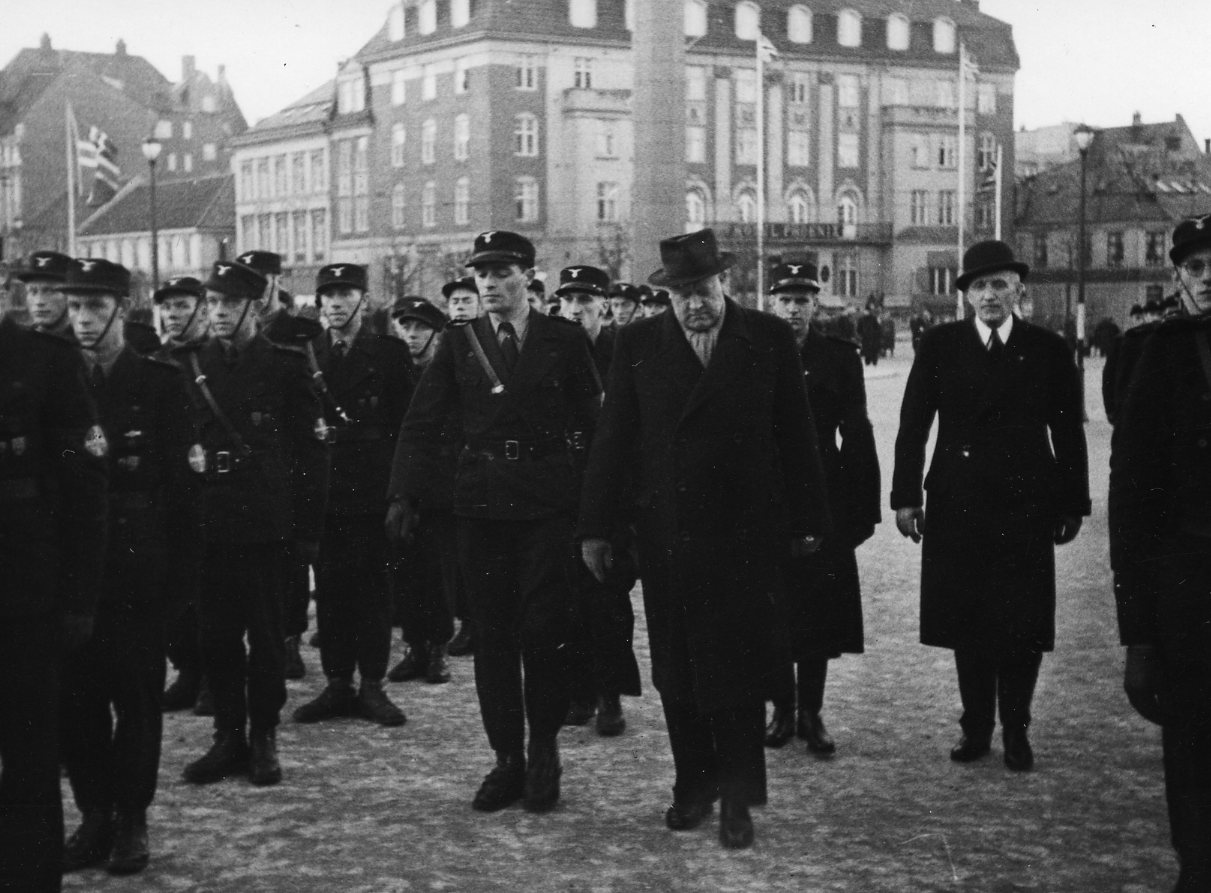
Fredrik Prytz (cu melon), pe atunci guvernator provincial în Sør-Trøndelag, cu liderul NS Quisling (în pălărie de pâslă) și cu alții pe în noiembrie 1941. Prytz a devenit ministru de finanțe în 1942–1945.

### Rusia și Revoluția
Frederik Prytz a devenit prieten apropiat cu Vidkun Quisling, pe atunci atașat militar, în timpul șederii sale în Rusia după Revoluția Rusă din 1917, când amândoi erau staționați la legația norvegiană din Petrograd. Prytz a fost atașat comercial la legație și a devenit însărcinat cu afaceri⁠(d) la Petrograd când trimisul norvegian s-a întors acasă. După revoluție, diplomații străini nu erau în siguranță și, printre alții, un atașat militar britanic a fost ucis. Multe țări care și-au închis legația în Rusia au transferat responsabilitatea Norvegiei, care era încă reprezentată. În final, Prytz și Quisling rămăseseră cam singurii reprezentanți străini. Prytz a fost superiorul lui Quisling la legația care a fost închisă în decembrie 1918. Este posibil ca cei doi să se fi întâlnit mai devreme în timp ce ambii erau ofițeri în Norvegia. După ce s-a stabilit în Rusia, Prytz a mers anual în Norvegia și a ținut legătura cu statul major, unde Quisling era aspirant.
În Rusia, s-a implicat în silvicultură, din care a făcut bani frumoși. După revoluție, Prytz negociase permisiunea de a reporni fabricile de cherestea din Onega și Arhanghelsk. În 1926, Quisling a fost desemnat să conducă biroul ruso-norvegian Onega Wood Co. de la Moscova. Aceasta a fost prima companie cu proprietate mixtă creată în cadrul Noii Politici Economice (NPE). Onega Wood a fost acuzată în 1928 (spre sfârșitul perioadei NPE) de tranzacții ilegale de bani, iar Prytz a fost interogat și eliberat. Quisling a fost interogat și el câteva ore. Prytz a trebuit apoi să predea Onega Wood autorităților. S-a mutat definitiv în Norvegia în anii 1920, a continuat ca om de afaceri și a cumpărat proprietatea Storfosen⁠(d) din Trøndelag. Prytz era antibolșevic, dar admira anumite aspecte ale Revoluției Ruse. Ideile sale rasiste s-au manifestat și prin scepticism față de sistemul economic occidental.
În timp ce se aflau împreună la Petrograd, Prytz și Quisling au făcut schimb de idei despre rasa nordică, despre colonizarea Rusiei și despre lupta împotriva bolșevicilor. Prytz a avut o mare influență asupra lui Quisling, printre altele, cu teoriile sale rasiale.  Ideile despre rasa nordică erau larg răspândite printre vest-europenii care lucrau în țări și teritorii slave. Este posibil ca Prytz, care era ceva mai în vârstă, să-i fi făcut lui Quisling introducerea în astfel de idei.
Omul de afaceri Jonas Lied a rămas în Rusia în același timp cu Prytz. Potrivit lui Marit Werenskiold,⁠(d) Lied nu a interacționat cu Prytz, dar a avut unele contacte cu Quisling în legătură cu relația cu Uniunea Sovietică, pe când Quisling era ministru în anii 1930. Hans Fredrik Dahl⁠(d) scrie că Lied și Quisling „s-au înțeles bine între ei” și erau de acord că liderii bolșevici erau politicieni pricepuți.
Cartea lui Quisling despre Rusia exprimă opinii similare cu textul prelegerii lui Prytz din 1930. Ambii îi considerau pe ruși a fi o rasă inferioară, incapabilă de a crea o civilizație avansată. Potrivit lui Prytz, sosirea nordicilor fusese cea care a oferit condiția prealabilă pentru înființarea unui stat rus. El susținea că clasa conducătoare rusă căpătase de atunci o bună moștenire nordică. Această substanță ereditară era, susținea Prytz, înlocuită odată cu Revoluția, iar nordicii aveau să poată din nou să își asume misiunea civilizatoare în Rusia după haosul Revoluției. Printre teoriile rasiale ale lui Prytz se număra și antisemitismul. De la sfârșitul anilor 1920, gândirea lui Quisling s-a caracterizat prin idei despre rasa nordică, și mai târziu a devenit și el antisemit. Quisling a adoptat ideea lui Prytz despre ruși ca rasă inferioară.

### Nasjonal Samling
Prytz a fost pe lista din Oslo a Partidului de Centru la alegerile din 1930. Aceasta era o grupare exterioară a Partidului Fermierilor și includea oameni care erau sceptici față de sistemul politic din Norvegia.
Prytz a jucat un rol esențial pentru Nasjonal Samling de la înființarea sa în 1933. Într-o scrisoare către Prytz, Johan Bernhard Hjort⁠(d) a luat inițiativa ca partidul să fie înființat în mod oficial. Organizația fascistă Nordisk Folkereisning a apărut într-un grup care s-a întâlnit la casa lui Prytz. Printre aceștia se numărau Johan Throne Holst⁠(d) și Herman Harris Aall⁠(d). Prytz a luat inițiativa pentru o organizație formată în principal din ofițeri care urmau să fie în fruntea unei politici externe bazate pe rasă, o organizație corporativă a Norvegiei și activități anticomuniste. În 1933, Prytz s-a mutat la ferma sa de lângă Trondheim și nu a fost foarte activ în NS până la izbucnirea războiului. A corespondat cu Quisling și l-a convins în toamna anului 1939 să plece la Berlin. Este posibil ca Prytz să-l fi influențat pe Peder Kolstad să-l numească pe Quisling în funcția de ministru al apărării în 1931.

### Al Doilea Război Mondial

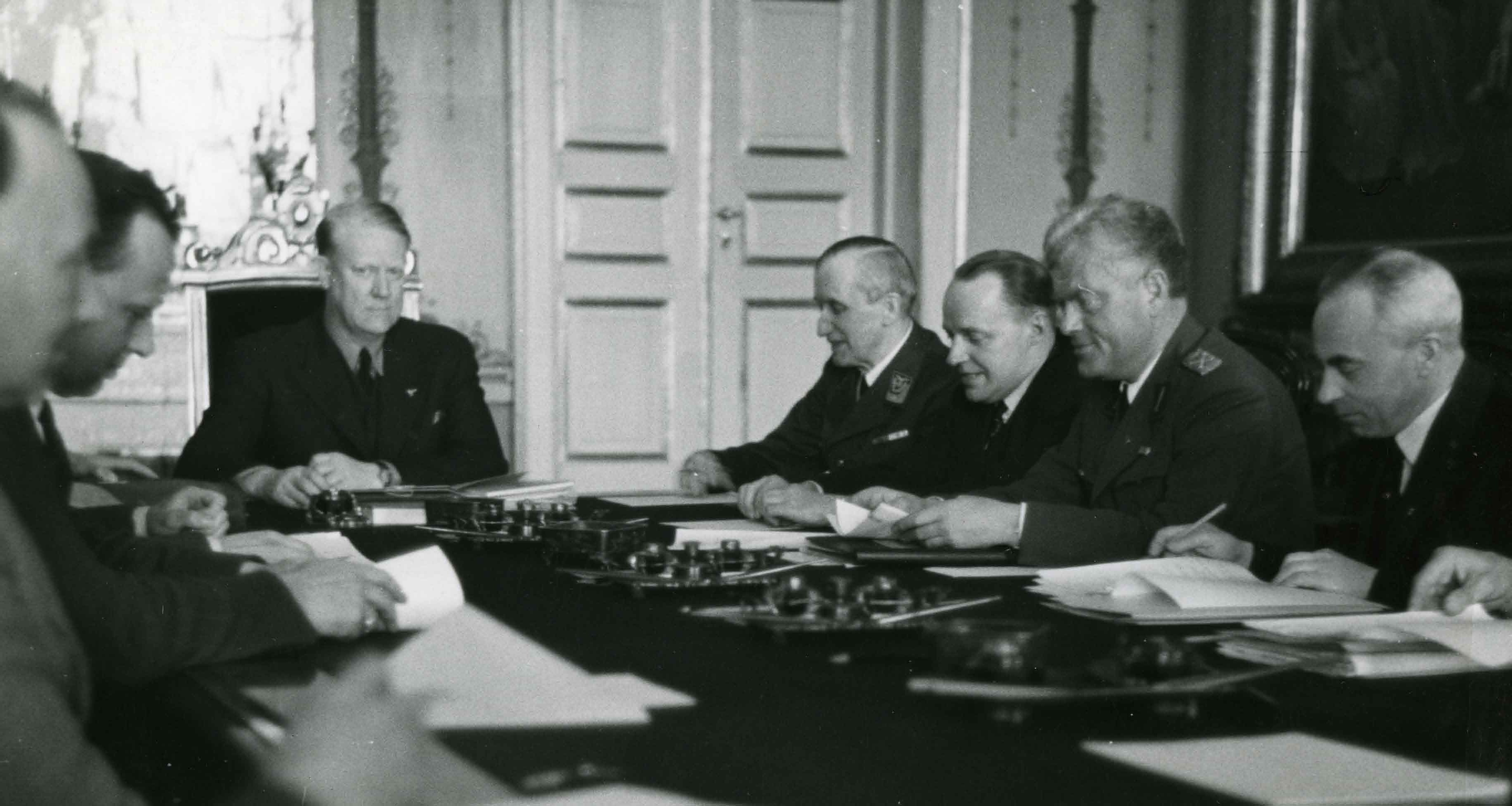
Quisling și miniștrii la o ședință. Prytz cel mai aproape de mâna stângă a lui Quisling. Foto: Arhivele Naționale

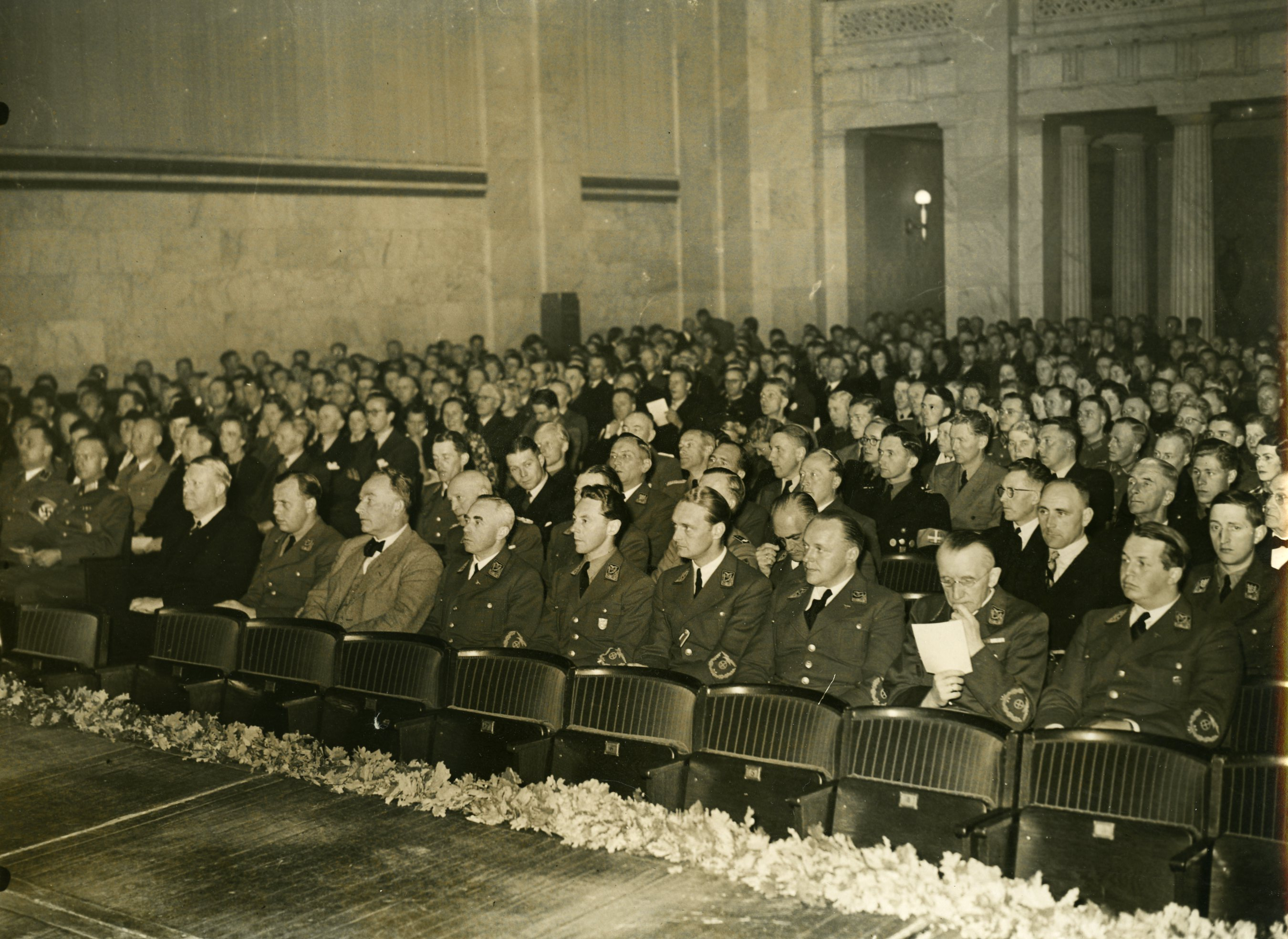
În timpul discursului gauleiterului Wegener la al optulea congres al Nasjonal Samling din septembrie 1942. Prytz în primul rând citind o hârtie.

În timpul celui de al Doilea Război Mondial, Frederik Prytz a fost guvernator de provincie⁠(d) în Sør-Trøndelag și șef al Ministerului de Finanțe în perioada 1942–1944. În 1943, Prytz a început să colecteze informații despre costurile războiului pentru Norvegia. Aceasta urma să formeze baza unor cereril de despăgubiri de război adresate Regatului Unit. Per von Hirsch⁠(d) a preluat funcția de ministru de finanțe la moartea lui Prytz. El era un „anglofil” și cunoștea soarta evreilor după deportare, probabil ascultând BBC. Prytz era francmason și în 1940 Quisling i-a cerut să demisioneze. În guvernul lui Quisling, el a fost probabil cel mai apropiat consilier al lui Quisling și un aprig adversar personal al lui Hagelin⁠(d), care se afla în fruntea unei linii naționaliste în cadrul guvernului. Prytz și Finn Støren aveau planuri de expansiune a Norvegiei spre est, în nordul Rusiei și au lucrat pentru aceste planuri la Berlin în 1941. În iulie 1941, fără știrea lui Prytz, Hitler hotărâse deja ca Peninsula Kola să fie responsabilitatea lui Terboven.
Prytz fusese numit de Quisling ministru de finanțe din 9 aprilie, dar nu acceptase și nu și-a preluat mandatul. Din cauza războiului, Prytz (care se afla în Trøndelag) a aflat de declarația lui Quisling din surse laterale. Potrivit lui Magne Skodvin, Prytz era sceptic față de guvernul Quisling din 9 aprilie și prefera să susțină un guvern condus de Ragnar Skancke⁠(d). S-a vorbit despre Prytz și Skancke cum că ar încerca împreună să ajungă la Oslo pentru a contribui la un guvern pro-german. Prytz era moderat din fire și nu se înțelegea bine cu Hagelin, un pro-german și extremist. În calitate de guvernator provincial din Trondheim, numit de NS, el a totuși un adversar al curentului antisemit, în creștere, din NS. În calitate de ministru de finanțe, el a încercat să oprească devalizarea Norges Bank de către puterea ocupantă. În toamna anului 1944, a încercat să convingă guvernul să accepte cererile de tratat de pace cu Germania. A murit de cancer înainte de pace în 1945, lăsând în urmă o văduvă și copii și are mai mulți urmași.
Pe patul de moarte, Prytz a primit personal de la Quisling o ediție revizuită a Ordinului Sf. Olaf⁠(d) în grad de Mare Cruce. În timpul războiului, Quisling a acordat ordine cu însemne modificate. Acestea erau paralele cu distincțiile acordate de regele Haakon de la Londra. Decorarea lui Prytz nu a fost aprobată oficial. Prytz este înmormântat la Oslo.